# 東海エレクトロニクス
東海エレクトロニクス株式会社（とうかいエレクトロニクス、英: TOKAI ELECTRONICS CO., LTD.）は、愛知県名古屋市中区に本社を置く独立系エレクトロニクス専門商社である。名古屋証券取引所メイン市場単独上場銘柄である。
2011年（平成23年）10月1日に『東海物産株式会社（TOKAI BUSSAN Co.,LTD.）』より社名変更した。

## 沿革
- 1945年（昭和20年）10月1日 - 「東海物産社」として創業[1][2]。
- 1955年（昭和30年）5月24日 - 「東海物産株式会社」を設立[2]。
- 1984年（昭和59年）12月 - 東海グラスファイバー株式会社および東海計装工業株式会社を吸収合併[2]。
- 1986年（昭和61年）12月17日 - 名古屋証券取引所市場第二部に株式を上場[2]。
- 1988年（昭和63年）10月 - 新東商事株式会社を吸収合併[2]。
- 2017年（平成29年）
  - 1月 - 津支店を本社名古屋支店に統合[2]。
  - 2月 - 安城支店を愛知県刈谷市に移転し、刈谷支店に改称[2]。
- 2020年（令和2年）4月 - 藤田電機工業株式会社の半導体販売事業の一部を譲り受け、事業統合[2]。

## 事業所
- 本社 / 名古屋支店（愛知県名古屋市中区）[3]
- 東京支店（東京都世田谷区）[3]
- 大阪支店（大阪府吹田市）[3]
- 熊谷支店（埼玉県熊谷市）[3]
- 松本支店（長野県松本市）[3]
- 三島支店（静岡県駿東郡長泉町）[3]
- 刈谷支店（愛知県刈谷市）[3]
- 小牧支店（愛知県小牧市）[3]

## 関連会社
- 東海オートマチックス株式会社[2]
- 東海テクノセンター株式会社[2]
- 東海ファシリティーズ株式会社[2]
- TOKAI PRECISION AMERICA,LTD.（アメリカ）[2]
- TOKAI ELECTRONICS DEUTSCHLAND GmbH（ドイツ）[2]
- 東精国際貿易（上海）有限公司（中国）[2]
- TOKAI PRECISION CONSULTANT(SHENZHEN)LTD.（中国）[2]
- 東海精工（香港）有限公司（香港）[2]
- 台湾東海精工股份有限公司（台湾）[2]
- TOKAI PRECISION PHILLIPINES,INC.（フィリピン）[2]
- TOKAI PRECISION(THAILAND)LTD.（タイ） [2]
- TOKAI PRECISION SINGAPORE PTE.LTD.（シンガポール）[2]
- PT.TOKAI PRECISION INDONESIA（インドネシア）[2]